# 도사야마촌
도사야마촌(일본어: 土佐山村)은 일본 고치현 도사군에 존재했던 촌이다. 합병에 의해 현재의 고치시에 해당한다.

## 지리
고치현의 중심부이자 고치시의 북쪽에 있는 시코쿠 산지가 둘러싸고 있는 산촌(도사의 산촌)이며, 가가미카와 유역에 중심부가 위치하고 있다. 고치현은 도사시미즈시·구 가미군 도사야마다초(현: 가미시) 도사와 관이 붙은 자치단체·지명이 현존·과거에 존재하고, 도사야마무라는 '도사'라고 관을 붙인 원조이다.

### 인구
1873년에는 4000명 가까운 3890명이 거주하고 있었으나, 제2차 세계대전 후 고도 경제성장기에 농촌 부분이었기 때문에 인구가 고치시와 게이한신으로 가기 위해 대폭 유출되어 1955년에는 2508명, 1960년에는 2285명이 되어 당시 고치현 전체 지자체에서 두 번째로 인구가 적은 자치체였다.이후에도 계속 감소하여 고도 경제 성장기 종료 시인 1975년경에는 1500명대에 이르러 2000년경까지 잠시 보합세를 이어갔다. 21세기 들어 다시 감소해 고치시와의 편입합병 직전 1200명 정도, 편입합병 후인 2010년에는 1083명이 됐다.

### 면적
59.22평방킬로미터

### 기후
전체적으로 해발고도가 높지만 고치 평야에 가까워 온난한 기후이다

## 역사
- 1889년 4월 1일 - 정촌제 시행에 수반해 도사군 도사야마촌이 성립하였다.
- 1965년 8월 21일 - 쇼와 40년 태풍 제10호로 인해 당시의 약 1억7400만엔의 피해를 입었다.

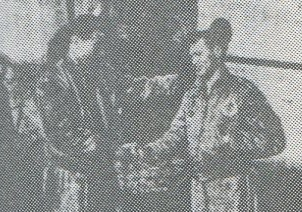
1957년 12월 22일 발생한 미군기 추락 사고로 구조한 것에 대해 감사하는 모습 1957년 12월 23일 고치 신문으로부터
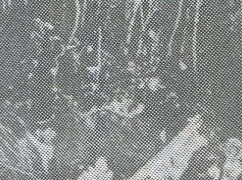
1957년 12월 22일 발생한 미군기 추락모습 1957년 12월 23일 고치신문으로부터

- 2001년 1월 27일 - 1982년부터 2000년까지 재임하고 있던 도사야마무라 수입역이 일으킨 것에 의한 배임 사건을 공표한다.
- 2005년 1월 1일 - 도사군 가가미촌과 함께 고치시에 편입합병해, 도사야마촌은 폐지되었다.

## 행정
- 도사야마 촌사무소 - 1979년 4월 현재의 건물이 되었으며 1956년 준공된 청사는 태풍으로 인해 노후화되고 도로 확장 공사를 위해 이전한 것이다

## 교통
- 고치시 중심부에서 가까워 유통·경제 등의 왕래가 활발하고 당일치기 가능하여 연결이 깊었다.현재는 자동차로 30분이며 고치시에서 가장 가까운 마을이었다.

## 참고 문헌
- 角川日本地名大辞典編纂委員会,『角川日本地名大辞典 39 高知県』1983, 角川書店